# AS Armata Târgu Mureș
AS Armata Târgu Mureș (kurz: ASA Târgu Mureș) war ein rumänischer Sportverein aus Târgu Mureș. In den 1970er Jahren konnte er drei Mal am UEFA-Pokal teilnehmen. Neben Fußball besitzt er Abteilungen für Boxen, Gewichtheben und Judo.

## Geschichte
ASA Târgu Mureș wurde im Jahr 1962 gegründet. Bereits 1967 schaffte der Verein den Aufstieg in die Divizia A, die höchste rumänische Spielklasse, stieg jedoch nur drei Jahre später 1970 als Tabellenletzter wieder in die Divizia B ab.
Nach dem sofortigen Wiederaufstieg erlebte ASA wechselhafte 1970er Jahre in der Divizia A. Nach einem 4. Platz in der Saison 1971/72 und zwei Jahren Abstiegskampf wurde ASA in der Saison 1974/75 Vizemeister hinter Dinamo Bukarest und qualifizierte sich für den UEFA-Pokal. Dort schied die Mannschaft aber bereits in der ersten Runde gegen Dynamo Dresden aus. Nach einem 3. Platz in der Saison 1975/76 und einem 4. Platz 1976/77 qualifizierte sich ASA noch zweimal für den UEFA-Pokal, erreichte jedoch nie die zweite Runde.
Damit war die erfolgreichste Zeit von ASA Târgu Mureș aber bereits wieder vorbei. Nach einigen Jahren im unteren Mittelfeld der Divizia A musste ASA in der Saison 1985/86 erneut den Gang in die Zweitklassigkeit antreten. Nach zwei weiteren Auf- und Abstiegen verabschiedete sich ASA am Ende der Saison 1991/92 bis heute aus der Divizia A. Nach einigen Jahren in der Divizia A während der 1990er Jahre stieg ASA zu Beginn des 21. Jahrhunderts in die Divizia C ab, wo der Klub bis 2005 spielte.
Obwohl ASA über viele Talente in seiner Fußballschule verfügte, kämpfte der Verein wirtschaftlich ums Überleben. ASA wurde von der lokalen Wirtschaft und der Politik kaum unterstützt, so dass viele Talente verkauft werden mussten, um die Finanzen ausgeglichen zu halten.
Am 1. Juni 2005 wurde der Klub aufgelöst. Der letzte Präsident des Vereins, Virgil Lăcătușu, gründete in einem Vorort von Târgu Mureș einen neuen Verein unter dem Namen ACS Maris ASA Târgu Mureș, der zwei Jahre in der Divizia C überlebte, bis er 2007 ebenfalls aufgelöst wurde. 2008 trat FC ASA Unirea Ungheni die Nachfolge in der Liga III an. Das ursprüngliche Gelände des Vereins in Târgu Mureș geriet derweil zum Zankapfel zwischen Bürgermeisteramt und Verteidigungsministerium und verfiel vollkommen.

## Erfolge
- Rumänischer Vizemeister: 1975
- Finalist im Balkanpokal für Vereinsmannschaften: 1973